# Джиммі Квінн
Джеймс Ф. Квінн (англ. James F. Quinn; нар. 9 вересня 1906 — пом. 12 липня 2004) — американський легкоатлет, який спеціалізувався в бігу на короткі дистанції.

## Із життєпису
Олімпійський чемпіон в естафеті 4×100 метрів (1928).
На Іграх в Амстердамі був запасним (5-е місце в Олимпийскому відборі США в бігу на 100 метрів — 10,9h), але був терміново включений до складу естафетного квартету через хворобу Боба Мак-Аллістера, який мав бігти на 2-му етапі.
Переможець Університетського чемпіонату США у бігу на 100 ярдів (1928).
Ексрекордсмен світу в естафеті 4×100 метрів (1928).

## Основні міжнародні виступи
| Рік  | Змагання         | Місто     | Місце | Дисципліна |
| ---- | ---------------- | --------- | ----- | ---------- |
| 1928 | Олімпійські ігри | Амстердам | 1     | 4×100 м    |